# Маттео Дамс
Маттео Дамс (нід. Matteo Dams; нар. 9 березня 2004, Брассат) — бельгійський футболіст, захисник саудівського клубу «Аль-Аглі».

## Клубна кар'єра

### ПСВ
Почав займатися футболом в академії клубу ПСВ, до якої приєднався 2012 року. В червні 2021 року підписав з клубом свій перший професіональний контракт. 21 січня 2022 року дебютував у професіональному футболі за фарм-клуб «Йонг ПСВ» в матчі Еерстедивізі проти роттердамського «Ексельсіора». В червні 2023 року підписав новий контракт з клубом до 2024 року з опцією продовження ще на один рік. 6 жовтня 2023 року в матчі Еерстедивізі проти МВВ (Маастрихт) забив свій перший гол в кар'єрі.
4 серпня 2024 року дебютував в основному складі ПСВ в матчі за Суперкубок Нідерландів проти «Феєнорда», замінивши Єрді Схаутена. 10 серпня того ж року, вийшовши на заміну Олів'є Боскальї в поєдинку проти «Валвейка» дебютував в Ередивізі. 17 вересня 2024 року в матчі загального етапу Ліги чемпіонів УЄФА проти італійського «Ювентуса» дебютував у єврокубках, вийшовши в стартовому складі.

### «Аль-Аглі»
29 січня 2025 року перейшов в саудівський клуб «Аль-Аглі», підписавши чотирирічний контракт. Сума трансферу становила близько 10 млн євро. 30 січня 2025 року дебютував за нову команду в матчі саудівської Про-ліги проти «Аль-Оруби», вийшовши на заміну. 3 лютого в поєдинку проти катарського «Ас-Садда» дебютував у Лізі чемпіонів АФК.

## Кар'єра в збірній
Виступав за збірні Бельгії до 15 і до 16 років.
В листопаді 2024 року отримав перший виклик в збірну Бельгії до 21 року, за яку в підсумку дебютував 15 листопада в стиковому матчі відбіркового турніру до чемпіонату Європи 2025 проти збірної Чехії.

## Статистика виступів
Станом на 26 травня 2025 
| Клуб              | Сезон             | Чемпіонат         | Чемпіонат | Чемпіонат | Кубок | Кубок | Континентальні | Континентальні | Інші  | Інші | Всього | Всього |
| Клуб              | Сезон             | Дивізіон          | Матчі     | Голи      | Матчі | Голи  | Матчі          | Голи           | Матчі | Голи | Матчі  | Голи   |
| ----------------- | ----------------- | ----------------- | --------- | --------- | ----- | ----- | -------------- | -------------- | ----- | ---- | ------ | ------ |
| Йонг ПСВ          | 2021–22           | Еерстедивізі      | 1         | 0         | —     | —     | —              | —              | —     | —    | 1      | 0      |
| Йонг ПСВ          | 2022–23           | Еерстедивізі      | 12        | 0         | —     | —     | —              | —              | —     | —    | 12     | 0      |
| Йонг ПСВ          | 2023–24           | Еерстедивізі      | 32        | 1         | —     | —     | —              | —              | —     | —    | 32     | 1      |
| Йонг ПСВ          | 2024–25           | Еерстедивізі      | 3         | 0         | —     | —     | —              | —              | —     | —    | 3      | 0      |
| Йонг ПСВ          | Всього            | Всього            | 48        | 1         | 0     | 0     | 0              | 0              | 0     | 0    | 48     | 1      |
| ПСВ               | 2024–25           | Ередивізі         | 15        | 0         | 2     | 0     | 6              | 0              | 1     | 0    | 24     | 0      |
| Аль-Аглі          | 2024–25           | Про-ліга          | 10        | 0         | 0     | 0     | 5              | 0              | 0     | 0    | 15     | 0      |
| Всього за кар'єру | Всього за кар'єру | Всього за кар'єру | 73        | 0         | 2     | 0     | 11             | 0              | 1     | 0    | 87     | 0      |

1. ↑  Матчі в Лізі чемпіонів УЄФА
2. ↑  Матчі в Суперкубку Нідерландів
3. ↑  Матчі в Лізі чемпіонів АФК

## Досягнення
ПСВ
- Чемпіон Нідерландів: 2024–25[21]

«Аль-Аглі»
- Переможець Ліги чемпіонів АФК: 2024–25[22]

Особисті досягнення
- Талант місяця Ередивізі: вересень 2024[23]
- Команда місяця Ередивізі: вересень 2024[24]